# امانس، مورت-ات-ماسل
امانس، مورت-ات-ماسل (به فرانسوی: Amance, Meurthe-et-Moselle) یک کامین در فرانسه است که در Canton of Malzéville واقع شده‌است.

## خصوصیات
امانس ۱۳٫۵ کیلومترمربع مساحت و ۳۳۳ نفر جمعیت دارد و ۳۸۶ متر بالاتر از سطح دریا واقع شده‌است.